# 郡上市立郡上東中学校
郡上市立郡上東中学校 （ぐじょうしりつ ぐじょうひがしちゅうがっこう）は、岐阜県郡上市にある公立中学校。
校区は和良町および八幡町の一部（美山、入間、洲河）であり、和良小学校の児童が進学する。

## 概要
- 2011年に和良中学校と西和良中学校を統合し、新たに開校した中学校である。
- 校名は和良中学校、西和良中学校、和良小学校、西和良小学校の校区の住民、児童、生徒。及びこれらの小中学校卒業者を対象に募集された。校名は郡上市の東部に位置することによるという。

## 沿革
- 2008年（平成20年） - 和良中学校と西和良中学校を統合した中学校が和良町法師丸に建設が決まる。
- 2010年（平成22年）12月 - 統合校舎が完成する。
- 2011年（平成23年）4月 - 郡上市立郡上東中学校として開校する。